# Pedro Caixinha

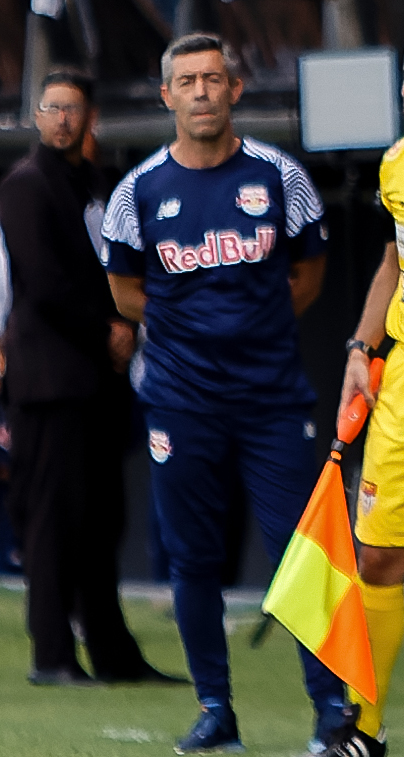
Pedro Caixinha

Pedro Caixinha (* 15. November 1970 in Beja) ist ein portugiesischer Fußballtrainer und ehemaliger ‑spieler auf der Position des Torwarts.

## Trainerlaufbahn
Nach einer relativ bedeutungslosen Laufbahn als Fußballtorhüter bei diversen unterklassigen Vereinen in seinem Heimatland Portugal stieg Caixinha ins Trainergeschäft ein, wo er als Cheftrainer in der Saison 2010/11 bei Vitória Guimarães und in der folgenden Saison 2011/12 bei União Leiria und Nacional Funchal verantwortlich war.
Für die Clausura 2013 wurde er als Trainer von Santos Laguna verpflichtet und erreichte mit den Guerreros auf Anhieb die Finalspiele um die CONCACAF Champions League 2012/13. Dort unterlag die von Caixinha trainierte Mannschaft dem mexikanischen Ligarivalen CF Monterrey mit dem Gesamtergebnis von 2:4. Nachdem das Hinspiel im heimischen Estadio TSM Corona 0:0 ausgegangen war, gelang Santos Laguna im Rückspiel eine 2:0-Führung, die innerhalb der letzten halben Stunde noch verspielt wurde.
Die ersten Erfolge in Caixinhas Trainerlaufbahn ließen aber nicht lange auf sich warten. In der Apertura 2014 gewann er mit den Guerreros die Copa México und in der Clausura 2015 die mexikanische Fußballmeisterschaft.
Im März 2017 übernahm er die Mannschaft der Glasgow Rangers aus Schottland. Im Oktober wurde er entlassen.

## Erfolge als Trainer
- Mexikanischer Meister: Clausura 2015
- Mexikanischer Pokalsieger: Apertura 2014